# Miroslav Črnivec (1930)
Miroslav Črnivec (mirosláv črnívec), slovenski geodet, * 22. november 1930, Bjelovar, † 16. avgust 1997, Bovec.
Po diplomi 1957 na geodetskem oddelku ljubljanske Fakultete za gradbeništvo in geodezijo (FGG) se je zaposlil na Inštitutu za geodezijo in fotogrametrijo v Ljubljani, postal 1959 asistent na FGG, vodil 1965 v okviru tehnične pomoči v Tanzaniji službo za fotogrametrično izdelavo načrtov in zemljevidov, 1969 prevzel vodstvo Republiške geodetske uprave Socialistične republike Slovenije in bil 1977 izvoljen za izrednega profesorja na FGG v Ljubljani.